# Philipp Bleek
Philipp Bleek (* 9. Februar 1878 in Los Leones, Santa Fé, Argentinien; † 17. Juli 1948 ebenda) war ein deutscher evangelischer Geistlicher und Widerstandskämpfer gegen den Nationalsozialismus.

## Leben
Philip Bleek wurde 1878 als Sohn eines Landbesitzers, der in Argentinien im Auftrag des Evangelischen Oberkirchenrats evangelische Christen aus Deutschland und der Schweiz betreute, geboren. Nach dem Abitur am Gymnasium in Bonn studierte Bleek evangelische Theologie in Bonn, Neuchâtel und Berlin. Anschließend begann er ein Vikariat in Trarbach und Krefeld. Durch seine Heirat mit Ada Ruppersberg, Tochter des Heimatforschers Albert Ruppersberg, kam er in das Saarland, wo er ab 1904 als Hilfspfarrer in Malstatt-Burbach arbeitete. Am 16. August 1905 wurde er ordiniert und 1908 zum Pfarrer ernannt. In den folgenden Jahren engagierte er sich stark für die Anliegen der Arbeiter. So gründete er in den 1930ern die Evangelische Nothilfe mit, die in den Zeiten der Weltwirtschaftskrise die Arbeiter zu unterstützen versuchte.
Trotz seines sozialpolitischen Engagements vertrat er in den 1920ern und 1930ern durchaus deutschnationale Interessen und warb für eine Rückführung des Saargebiets an das Deutsche Reich. Sein Patriotismus wurde auch durch die Ernennung Adolf Hitlers nicht getrübt, wenngleich er von Beginn an in innerkirchliche Konflikte verwickelt war. So war er einer von 24 Pfarrern aus der Synode Saarbrücken, die sich gegen die Deutschen Christen stellten. Er verabschiedete den Aufruf „Für Evangelium und Kirche im deutschen Volk“ mit und war Mitglied der Pfarrbruderschaft. Am 1. Juli 1934 nahm er die Barmer Erklärung an und wurde damit Mitglied der Bekennenden Kirche im Saargebiet.
Dennoch lehnte Bleek zunächst den Nationalsozialismus nicht ab, sondern suchte die Gemeinsamkeiten. Am 17. September 1934 protestierte er zusammen mit Superintendent Hubert Nold und seinen Kollegen Otto Wehr und Carl Roderich Richter schriftlich bei Hitler gegen die Gewaltmaßnahmen der Deutschen Christen.
Nach dem Tod von Nold 1935 wurde Bleek Leiter des Kirchenkreises Saarbrücken und unterschrieb in dieser Funktion 1935 eine Vereinbarung über die Zusammenarbeit von Staat und Kirche, die von Reichskommissar Josef Bürckel stammten. Jedoch setzten sich die Auseinandersetzungen aus der Umbruchzeit zwischen der Bekennenden Kirche und den Deutschen Christen fort. 1936 kam es zu einem Streit um die Neubesetzung einer Kirchenstelle in Fechingen. Dieser später „Fechinger Pfarrerstreit“ benannte Konflikt um eine vakante Stelle, die sowohl die Bekennende Kirche als auch die Deutschen Christen besetzen wollten, führte zur Verhaftung von Bleek durch die Gestapo. Er hatte versucht einen Informationsgottesdienst in der Fechinger Kirche zu verhindern und mit seinem Kandidaten Anton Eissen einen eigenen Gottesdienst vor der Kirche abzuhalten. Nach kurzer „Schutzhaft“ wurde er am gleichen Tag noch entlassen. Der darauf folgende Konflikt eskalierte mehrmals.
Schließlich wurde Bleek von den Eltern einer Konfirmandin im Januar 1937 wegen staatsfeindlicher Gesinnung angezeigt. Bleek hatte sich despektierlich über Alfred Rosenberg und dessen Hauptwerk Der Mythus des 20. Jahrhunderts geäußert und habe eine Konfirmandin geohrfeigt. Am 28. Februar 1937 wurde Bleek daher aus dem kirchlichen Schuldienst entlassen, wogegen er protestierte. Als Pfarrer engagierte er sich des Weiteren gegen eine NS-Gemeinschaftsschule und gab ein Flugblatt heraus.
Am 24. Juni 1937 forderte er zusammen mit anderen Mitgliedern der Bekennenden Kirche in einem Flugblatt zum Wahlboykott bei den Kirchenwahlen auf. Diese Wahlen würden „die Kirchenleitungen zu geschäftsführenden Organen degradieren“. Am 27. Juni wurde Bleek festgenommen und in das Gefängnis Lerchesflur überstellt. Zur Last gelegt wurden ihm Verstöße gegen das Heimtückegesetz. Am 28. Februar 1938 wurde Bleek aus der Untersuchungshaft entlassen und wurde anschließend aus dem Saarland ausgewiesen. Das Verfahren gegen ihn lief jedoch weiter.
In Dortmund vertrat er für einige Monate einen Kollegen. Er erlitt jedoch im Juni 1938 einen Herzinfarkt, von dem er sich nur langsam erholte. Es gelang ihm und seiner Frau 1939 einen Ausreiseantrag genehmigt zu bekommen. Das Paar reiste nach Argentinien zu Bleeks Eltern, um die Erholung von Bleek zu fördern. Eine geplante Rückkehr wurde durch den Zweiten Weltkrieg verhindert. Bleeks Verfahren wurde 1940 eingestellt.
In La Plata arbeitete Bleek bis zu seinem Ruhestand 1944 als Aushilfspfarrer. Am 17. Juli 1948 verstarb er im Alter von 70 Jahren. In Malstatt wurde nach seinem Tod ein Platz nach ihm benannt.